# يعلى بن مرة
يعلى بن مرة الثقفي صحابي أسلم وشهد مع النبي محمد صلح الحديبية، وبايع بيعة الرضوان، ثم شهد غزوات غزوة خيبر وفتح مكة والطائف. صاحب يعلى بن مرة علي بن أبي طالب، وسكن الكوفة، وقيل البصرة، وله أحاديث رواها عنه ابنه عبد الله، وعبد الله بن حفص، وسعيد بن أبي راشد، وغيرهم.